# Super Bowl XXV
Match précédent Match suivant
Le Super Bowl  XXV est l'ultime partie de la saison 1990 de football américain (NFL). Le match s'est joué le 27 janvier 1991 au Tampa Stadium de Tampa, en Floride.
Ce match oppose deux équipes au style de jeu différent. Les Bills pratiquent la No Huddle Offense ou attaque accélérée, tandis que les Giants misent sur le Ball Control, tactique chère à l'entraîneur Bill Parcells.
Dans un contexte international marqué par la guerre du Golfe, Whitney Houston y chante l'hymne national américain.
Ce Super Bowl reste surtout connu lorsque le kicker des Bills Scott Norwood rate un potentiel field goal gagnant dans les dernières secondes du match,.

## Le match
| Score    | Q1 | Q2 | Q3 | Q4 | Total |
| Buffalo  | 3  | 9  | 0  | 7  | 19    |
| New York | 3  | 7  | 7  | 3  | 20    |

### Résumé du match
- Premier quart-temps :
  - NYG : Field goal de Matt Bahr de 28 yards, 7:14 : Bills 0 - Giants 3
  - BUF : Field goal de Scott Norwood de 23 yards, 5:51 : Bills 3 - Giants 3
- Deuxième quart-temps :
  - BUF : Touchdown de Don Smith, course de 1 yard (transformation de Scott Norwood), 12:30 : Bills 10 - Giants 3
  - BUF : Safety de Bruce Smith à la suite d'un plaquage sur Jeff Hostetler dans la end zone, 8:27 : Bills 12 - Giants 3
  - NYG : Touchdown de Stephen Baker par Jeff Hostetler de 14 yards (transformation de Matt Bahr), 0:25 : Bills 12 - Giants 10
- Troisième quart-temps :
  - NYG : Touchdown de Ottis Anderson, course de 1 yard (transformation de Matt Bahr), 5:31 : Bills 12 - Giants 17
- Quatrième quart-temps :
  - BUF : Touchdown de Thurman Thomas, course de 31 yards (transformation de Scott Norwood), 14:52 : Bills 19 - Giants 17
  - NYG : Field goal de Matt Bahr de 21 yards, 7:32 : Bills 19 - Giants 20

## Titulaires
| Buffalo           | Postes | New York         |
| ----------------- | ------ | ---------------- |
| Attaque           |        |                  |
| James Lofton      | WR     | Mark Ingram      |
| Will Wolford      | LT     | Jumbo Elliott    |
| Jim Ritcher       | LG     | William Roberts  |
| Kent Hull         | C      | Bart Oates       |
| John Davis        | RG     | Eric Moore       |
| Howard Ballard    | RT     | Doug Riesenberg  |
| Keith McKeller    | TE     | Mark Bavaro      |
| Andre Reed        | WR     | Stephen Baker    |
| Jim Kelly         | QB     | Jeff Hostetler   |
| Thurman Thomas    | RB     | Ottis Anderson   |
| Jamie Mueller     | FB     | Maurice Carthon  |
| Défense           |        |                  |
| Leon Seals        | DE     | Eric Dorsey      |
| Jeff Wright       | DT     | Erik Howard      |
| Bruce Smith       | DE     | Leonard Marshall |
| Cornelius Bennett | OLB    | Carl Banks       |
| Shane Conlan      | ILB    | Gary Reasons     |
| Ray Bentley       | ILB    | Pepper Johnson   |
| Darryl Talley     | OLB    | Lawrence Taylor  |
| Kirby Jackson     | CB     | Mark Collins     |
| Nate Odomes       | CB     | Everson Walls    |
| Leonard Smith     | SS     | Greg Jackson     |
| Mark Kelso        | FS     | Myron Guyton     |